# 谷村孝
谷村 孝（たにむら こう、1982年8月15日 - 2017年9月3日）は、日本の元男子バレーボール選手。

## 来歴
福岡県飯塚市出身。筑穂中学1年よりバレーボールを始める。
中央大学在学中の2004年に全日本代表に初選出、同年ワールドリーグに出場した。2004年にパナソニックパンサーズの内定選手となった。
川村慎二とは同じポジションで助け合いながらプレーしてきて、川村が監督になってからは、計算できるベテランプレーヤーだった。
2015年2月21日の堺ブレイザーズ戦に出場し、通算出場試合数が230試合となり、Vリーグ栄誉賞の受賞資格を得た。
2016年に現役を引退。
2017年9月3日昼、心室細動による急性循環不全により死去。35歳没。
チームにとっては、近畿総合選手権大会の準決勝（堺戦）に勝ち、決勝（サントリーサンバーズ戦）に臨む前の訃報だった（試合は敗戦）。清水邦広は「偉大な先輩が35歳の若さで永眠した。こんな悲しいことはない。」などと悲しみをつづった。中央大学とパナソニックでの後輩である福澤達哉は、試合中のベンチに谷村のユニフォームを置き、タイムアウトからコートに戻る時に清水と共にそれに触れて力をもらうのをルーティンとした。同年度の天皇杯で優勝したとき、福澤は谷村のユニを着て「孝さん、優勝したよ」と叫んだ。
2018年1月18日、地元の福岡県で開催される北九州大会で、ホームチームの堺の協力も得て、パナソニックのブースに谷村関連の展示が設置された。福澤は、その日の勝利後のインタビューで号泣した。
チームはその後V1リーグで優勝を果たし、2018年5月の黒鷲旗全日本バレーボール選手権大会も制覇。谷村にも捧げる3冠となった。

## 人物
- 天然キャラとしてチームメイトから親しまれた[1]。
- 白澤健児は高校時代の後輩でもあり、当時は白澤に厳しかったという。しかし、パナソニックに入団したばかりの頃は緊張していたところで頼りになった[1]。

## 球歴
- 全日本代表 - 2004年、2008年
  - ワールドリーグ - 2004年

## 所属チーム
- 福岡大大濠高校
- 中央大学
- パナソニックパンサーズ（2005-2016年）